# 斯蒂芬·彼得森 (射击运动员)
斯蒂芬·彼得森（英語：Stephen Petterson，1957年8月2日—），新西兰男子射击运动员。他曾代表新西兰参加1986年、1990年、1994年、1998年和2002年英联邦运动会射击比赛，获得四枚金牌和一枚银牌。